# Francis Lee
Francis Henry "Franny" Lee (Westhoughton, 29 de abril de 1944 – 2 de outubro de 2023) foi um futebolista inglês, que atuou como atacante.

## Biografia
Lee jogou no Manchester City, com o qual conquistou a Copa da Inglaterra, a Copa da Liga, a Taça dos Clubes Vencedores de Taças e a Supercopa, além do título da primeira divisão em 1968. Fez parte do elenco da Seleção Inglesa de Futebol que disputou a Copa do Mundo de 1970.
Lee foi introduzido ao Hall da Fama do Futebol Inglês em 2010. Morreu em 2 de outubro de 2023, aos 79 anos.